# Шеметната Анастасия
„Шеметната Анастасия“ (на испански: Estrambótica Anastasia) е венецуелска теленовела, създадена през 2004 година.

## Сюжет
Във филма се разказва за три напълно еднакви сестри-тризначки – Анастасия, Александра и Каталина. Анастасия е много известна и всички я наричат „шеметната“. Александра е глуха, а Каталина е много смела и борбена. „Шеметната“ е омъжена за Овидио Боровски – внук на собственика на бижутерия Боровски – Тоньо Боровски, но е влюбена в Аурелиано – също внук на дон Тоньо.
Семейство Боровски не е щастливо, защото Дон Тоньо – главата на семейството, е задължил всеки от тях да захвърли мечтите си в името на бижутерията и семейството. Един от тях се превръща в Монаха – сериен убиец, който убива близките си хора. Попаднала в този свят, Анастасия се мъчи да оцелее, и може би точно факта, че е „шеметна“ ѝ помага.

## В ролите
- Норкис Батиста – Анастасия, Александра и Каталина
- Хуан Пабло Раба – Аурелиано
- Майра Алехандра Родригес – Йоланда
- Густаво Родригес – Дон Тоньо
- Саул Марин – Овидио
- Хилда Абрахамс – Констанса
- Дора Мацоне – Агрипина
- Киара – Бромелия
- Марианела Гонсалес – Мария Грасия
- Лусиано Д'Алесандро – Сантяго
- Крисол Карабал – Грегория
- Дад Дахер – Виолета
- Флабио Кабайеро – Акилес
- Мануел Саласар – Теобалдо
- Иван Тамайо – Мако
- Даниела Наваро – Ядира
- Карлос Фелипе Алварес – Николас
- Мигел Аугусто Родригес – Леон (Монаха)
- Карелис Оливарес – Емилия
- Пракрити Мадуро – Клементина
- Йотели Кабрера – Пия
- Сузана Колстер – Клаудия

## „Шеметната Анастасия“ в България
В България теленовелата е излъчена за първи път през 2004-2005 г. по Нова телевизия. Повторена е през 2007 г. Ролите се озвучават от Елена Русалиева, Милена Живкова, Христина Ибришимова, Иван Танев, Силви Стоицов и Даниел Цочев.